# 七十人訳聖書
七十人訳聖書（しちじゅうにんやくせいしょ、羅: Septuaginta、「70」の意。LXXと略す）は、ヘブライ語からの現存する最古のギリシア語翻訳である。キリスト教ではほぼ旧約聖書と同義（厳密には宗派で定義が異なる。本項の#構成とテキストを参照）、ユダヤ教では外典とされる。

## 概要
ファラオの命でヘブライ人の経典（旧約聖書）をギリシア語に翻訳した聖書であると伝えられ、紀元前3世紀中頃から前1世紀間に、徐々に翻訳・改訂された集成の総称を言う。ラテン語読みであるセプトゥアギンタとも呼ばれる。Septuaginta の由来については諸説あるが、旧約偽典のアリステアスの手紙の伝える、エジプトのファラオ・プトレマイオス2世フィラデルフォスの命で、72の訳者が72日間で「律法」（モーセ五書）の翻訳をなしたという伝説によるという説が有力である（その構成については旧約聖書の項を参照のこと）。この72人の訳者とは、イスラエルの十二氏族の各氏族から各6名ずつ派遣された長老たちとされる。72人の長老達による訳書がいつごろ、なぜ七十人訳と呼ばれるようになったかは定かではないが、1世紀の著述家であるフラウィウス・ヨセフスはその著作『ユダヤ古代誌』において70人の長老と2名の使者がアレクサンドリアに派遣されたことを記述しており、少なくとも1世紀頃には既に七十人訳の名称が広まっていたと考えられている。
伝統的に七十人訳とされているものには、ヘブライ語並びにアラム語で書かれた旧約聖書のギリシャ語訳のみならず、旧約聖書からは除外された文書で、これも同じくユダヤ人によって著作された文書で紀元前2世紀から紀元1世紀の間に完成した、経外書、外典、偽典などの名で知られる文書群も含まれる。この中にも原文はヘブライ語あるいはアラム語で著作された、と考えられ、その存在はギリシャ語、シリア語、ラテン語、エチオピア語などでしか伝わっていなかったものもある。その一部は、例えば、トビト書などのようにアラム語の形で死海文書の中に出て来たものもある。そのほか、第2、第3、第4マカベア書などのように、当初からギリシャ語で著作されたと考えられるものも同様に七十人訳の一部を成す。

## 成立背景と伝播
ヘブライ語を読めないギリシア語圏のユダヤ人、また改宗ユダヤ人が増えたため翻訳がなされたと推測される。いわゆる「ディアスポラ」のユダヤ人はヘレニズムに先行するが、ギリシャ語話者ユダヤ人（ヘレニスト）は、アレクサンドロス大王の遠征以降、一層増加したと思われる。外交文書とか、通商交易に関した文書が翻訳されるということはいつの時代、どこでも行われたであろうが、旧約聖書のような量も多く、且つ内容も物語、詩文、法律文書、箴言など多岐にわたるものが翻訳されたのは、人類史上画期的であった。
新約聖書内では、旧約から引用する際には、この訳から用いられることが多い。パウロはヘブライ語、アラム語も読めたようであるが、書簡では引用に際して一部これを用いている。ヒエロニムスも旧約の翻訳の際に、これを参照している。また、ルネサンス以前の西欧では、ヘブライ語の識者が殆どいなかったためもあって、重宝されたようである。なお正教会ではこれを旧約正典として扱い、翻訳の定本をマソラ本文でなく、七十人訳に置いている。
パウロを始め当時の使徒たちが用いていた旧約聖書は専らギリシア語訳の聖書であるため、この七十人訳聖書はキリスト教研究にとって極めて重要な聖書であると言える。また、七十人訳が、ラテン語、アルメニア語、コプト語、エチオピア語，グルジア語、古スラブ語など初期のキリスト教会の各方面で旧約が翻訳される時の基礎となった。
また、言語xから言語yに通訳、あるいは翻訳する時は、言語xで言われたこと、書かれていることを解釈、理解したことが前提とされる。したがって、七十人訳のなかで、ヘブライ語あるいはアラム語から翻訳された部分は旧約聖書の最古の聖書解釈を保存している、という意味でも重要であり、七十人訳は単にヘブライ語、アラム語の旧約原典の歴史をたどる、あるいはその背後にある原典の再構成のための本文批評のため以上の意義をもつ。それがために、七十人訳を現代語に翻訳してそれに注解を加えると言う企画も進行中である。その一つは、La Bible d'Alexandrieである。
最古の写本では、断片的なパピルス以外には、バチカン写本、シナイ写本、アレクサンドリア写本など4～5世紀のほぼ完全な写本が残っている。これは、ヘブライ語の最古の完全な写本であるレニングラード写本（1008年）より遥かに古く、旧約の本文批評の作業で重要な位置を占める。紀元前4、5世紀のヘブライ語原典を、ある程度想像できるからである。しかし、七十人訳が原典の忠実な翻訳であるとも限らないため、問題は多い。

## 構成とテキスト
七十人訳聖書が含む文書数は、現存している旧約聖書ヘブライ語写本より多く、ヘブライ語写本と七十人訳で細部が異なる文書もある。キリスト教徒が七十人訳を典拠としたことから、1世紀末、ユダヤ教はヤムニア会議でヘブライ語写本をもたない文書を排除することを決定した。これが現在のマソラ写本の範囲を決定しており、このとき排除された文書をユダヤ教では外典という。
キリスト教でも旧約の厳密な範囲をヤムニア会議で確定された正典の範囲に限る神学者もある。一方、歴史的には中世まではキリスト教徒のもつ旧約聖書は七十人訳とほぼ同じであったとする説もあり、現在でもカトリックや東方教会ではそうである。七十人訳の文書の中には、前述の通り、近代に入ってヘブライ語やアラム語の写本が発見されたものもある。
マルティン・ルターは、旧約聖書の底本をヘブライ語およびアラム語写本をもつもの、すなわちマソラ本文にのみ取った。その影響にあるプロテスタント諸派では、七十人訳にのみ含まれる文書を旧約外典と呼び、聖書に含まれない文書とみなす。
プロテスタント正統主義、聖書信仰では、ヤムニア会議以前から旧約聖書に正典としての権威があったことを前提にしており、ユダヤのヤムニア会議に権威をおいていない。また、歴史的にも正典と外典の区別があったことを前提にしている。
近代に入ってから、現存の写本に基づいて学問的な七十人訳の校訂本を出版しようという試みがなされた。A. Rahlfsは限られた少数の写本を土台にしてSeptuaginta を1935年に出版し今もなお広く用いられている。これより少し遅れてドイツ語圏の学者たちを中心に、現存する大多数の写本、七十人訳の古代訳、古代の教会教父達による七十人訳の引用なども検討して、原七十人訳とでも称すべきものを学問的に再構成したものが出版されつつあるがまだ未完である。ドイツのゲッチンゲンにある七十人訳研究所の出版であるのでゲッチンゲン七十人訳として知られる。

## 研究状況
上記のゲッチンゲン七十人訳に関係した研究のほかにも、七十人訳研究は多方面にわたり、前世紀の半ばに設立された国際七十人訳学会も定期的に学会を開いている。フランス語訳は未完だが、英語訳、ドイツ語訳、スペイン語訳は既に完成している。また、七十人訳研究に必須の参考書が日本人学徒によって出版されている。T. Muraoka, A Greek-English Lexicon of the Septuagint (2009, Leuven), A Syntax of Septuagint Greek (2016, Leuven), A Greek = HeBrew/Aramaic Two-way Index to the Septuagint (2010, Leuven)がそれである。

## 日本語訳版

### 秦剛平訳
初めての試みとして、秦剛平による個人訳で「第1期」は、いわゆるモーセ五書が刊行された。「第2期」は版元を変え全16巻が刊行された。
- 『七十人訳ギリシア語聖書〈1〉 創世記』 秦剛平訳、河出書房新社、2002年 ISBN 4309621619
- 『七十人訳ギリシア語聖書〈2〉 出エジプト記』 秦剛平訳、河出書房新社、2003年 ISBN 4309621627
- 『七十人訳ギリシア語聖書〈3〉 レビ記』 秦剛平訳、河出書房新社、2003年 ISBN 4309621635
- 『七十人訳ギリシア語聖書〈4〉 民数記』 秦剛平訳、河出書房新社、2003年 ISBN 4309621643
- 『七十人訳ギリシア語聖書〈5〉 申命記』 秦剛平訳、河出書房新社、2003年 ISBN 4309621651
  - 『七十人訳ギリシア語聖書　モーセ五書』講談社学術文庫、2017年。上記5冊の新編版 ISBN 9784062924658
- 『七十人訳ギリシア語聖書 イザヤ書』 秦剛平訳、青土社、2016年
- 『七十人訳ギリシア語聖書 エレミヤ書』 秦剛平訳、青土社、2017年
- 『七十人訳ギリシア語聖書 エゼキエル書』 秦剛平訳、青土社、2017年
- 『七十人訳ギリシア語聖書 十二小預言書』秦剛平訳、青土社、2017年 ISBN 9784791770182
- 『七十人訳ギリシア語聖書 ダニエル書』秦剛平訳、青土社、2018年 ISBN 9784791770540
- 『七十人訳ギリシア語聖書 ヨシュア記』秦剛平訳、青土社、2018年 ISBN 9784791770991
- 『七十人訳ギリシア語聖書 士師記』秦剛平訳、青土社、2018年 ISBN 9784791771240
- 『七十人訳ギリシア語聖書 サムエル記』秦剛平訳、青土社、2019年 ISBN 9784791771523
- 『七十人訳ギリシア語聖書 列王記』秦剛平訳、青土社、2019年 ISBN 9784791771738
- 『七十人訳ギリシア語聖書 歴代誌』秦剛平訳、青土社、2019年 ISBN 9784791772209
- 『七十人訳ギリシア語聖書 マカベア書』秦剛平訳、青土社、2020年 ISBN 9784791773381
- 『七十人訳ギリシア語聖書 ベン・シラの知恵、ルツ記、哀歌 ほか』秦剛平訳、青土社、2021年 ISBN 9784791774265
- 『七十人訳ギリシア語聖書 詩篇』秦剛平訳、青土社、2022年 ISBN 9784791774890
- 『七十人訳ギリシア語聖書 エズラ第一書・第二書』秦剛平訳、青土社、2022年 ISBN 9784791775286
- 『七十人訳ギリシア語聖書 ヨブ記』秦剛平訳、青土社、2023年 ISBN 9784791775668
- 『七十人訳ギリシア語聖書 箴言　付録　アリステアスの書簡』秦剛平訳、青土社、2023年 ISBN 9784791776184

### 新共同訳聖書
新共同訳聖書では旧約聖書続編のうち「エズラ記（ラテン語）」を除く部分は七十人訳聖書からの翻訳である。
新共同訳の章・節の区分はヘブライ語底本に従うという方針をとったため各国の多くの翻訳聖書の章・節と異なる部分（例えばレビ記5章20節その他多数、詳しくは新共同訳付録「章・節対照表」）が生じ、参照に不便である。これは翻訳聖書の歴史を軽視したと批判されている。

### フランシスコ会訳聖書
「フランシスコ会訳聖書」では旧約聖書のうち「マカバイ記」などヘブライ語聖書に含まれない部分は七十人訳聖書からの翻訳であるほか、ヘブライ語聖書からの翻訳である部分についても七十人訳聖書との異同が数多く記載されている。